# Copa de la Reina de Baloncesto 1989-90
La Copa de la Reina de Baloncesto 1989-90 corresponde a la 28ª edición de dicho torneo. Se celebró entre el 13 y 14 de mayo de 1990 en Jerez de la Frontera. 
La disputan los 3 primeros clasificados al finalizar la liga, pero queda excluido de la clasificación el Banco Exterior al ser un equipo organizado por la FEB para preparar jugadoras de cara a las olimpiadas de Barcelona'92, más el campeón de la Copa Asociación 1990. Se juega una final a 4 a un solo partido en una sede fija. El campeón se clasifica para la Copa Ronchetti 1990-91.

## Desarrollo
Los 48 puntos de la argentina Karina Rodríguez todavía se mantienen como el récord de anotación en una final de la Copa de la Reina. Además, esta final de 1990 es la única que ha necesitado de dos prórrogas para decidirse y la final con una anotación conjunta de los dos equipos más alta.

## Fase final
|  | Semifinales          | Semifinales          | Semifinales          |                      |                     | Final               | Final             | Final        |  |
|  | 13 de mayo           | 13 de mayo           | 13 de mayo           |                      |                     | 14 de mayo          | 14 de mayo        | 14 de mayo   |  |
|  |                      |                      |                      |                      |                     |                     |                   |              |  |
|  |                      |                      |                      |                      |                     |                     |                   |              |  |
|  | Microbank El Masnou  | Microbank El Masnou  | 85                   |                      |                     |                     |                   |              |  |
|  | Microbank El Masnou  | Microbank El Masnou  | 85                   |                      |                     |                     |                   |              |  |
|  | C. B. Tortosa        | C. B. Tortosa        | 76                   |                      |                     |                     |                   |              |  |
|  | C. B. Tortosa        | C. B. Tortosa        | 76                   |                      | Microbank El Masnou | Microbank El Masnou | 94                |              |  |
|  |                      |                      |                      |                      | Microbank El Masnou | Microbank El Masnou | 94                |              |  |
|  |                      |                      | A. D. B. F. Zaragoza | A. D. B. F. Zaragoza | 95                  |                     |                   |              |  |
|  | A. D. B. F. Zaragoza | A. D. B. F. Zaragoza | A. D. B. F. Zaragoza | A. D. B. F. Zaragoza | 95                  | 89                  |                   |              |  |
|  | A. D. B. F. Zaragoza | A. D. B. F. Zaragoza |                      |                      |                     | 89                  |                   |              |  |
|  | Tintoretto Getafe    | Tintoretto Getafe    | 81                   |                      |                     | Tercer lugar        | Tercer lugar      | Tercer lugar |  |
|  | Tintoretto Getafe    | Tintoretto Getafe    | 81                   |                      |                     | Tercer lugar        | Tercer lugar      | Tercer lugar |  |
|  |                      |                      |                      |                      |                     |                     |                   |              |  |
|  |                      |                      |                      |                      |                     | C. B. Tortosa       | C. B. Tortosa     | 80           |  |
|  |                      |                      |                      |                      |                     | C. B. Tortosa       | C. B. Tortosa     | 80           |  |
|  |                      |                      |                      |                      |                     | Tintoretto Getafe   | Tintoretto Getafe | 91           |  |
|  |                      |                      |                      |                      |                     | Tintoretto Getafe   | Tintoretto Getafe | 91           |  |
|  |                      |                      |                      |                      |                     |                     |                   |              |  |

### Final
| 14 de mayo de 1990, 19:30 | Microbank El Masnou                                   | 94–95       | A. D. B. F. Zaragoza             |                                                            |  |
|                           | Marcador por tiempos: 45–40, 31–36 (T.E.: 10–10, 8–9) |             |                                  |                                                            |  |
|                           | Estadísticas Long 31                                  | Reporte Pts | Estadísticas Karina Rodríguez 48 | Pabellón: Jerez de la Frontera Árbitros: Arencibia, Martín |  |

| Ganadoras de la Copa de la Reina 1989-90 |
| ---------------------------------------- |
| A. D. B. F. Zaragoza 1º título           |